# ロン・バージェス
ウィリアム・アーサー・ロナルド・"ロン"・バージェス（William Arthur Ronald "Ron" Burgess, 1917年4月9日 - 2005年2月14日）は、ウェールズ・ブライナイ・グエント・クーム出身のサッカー選手。ウェールズ代表。ポジションはミッドフィールダー。

## 経歴
10代の頃は鉱夫として働きながら地元のチーム、Cwm Villaでプレー。僅か1シーズンで59ゴールを記録すると、トッテナム・ホットスパーFCのスカウトの目に留まり、ユースチームへ加入した。1937年に一度放出が決定したが、放出される前の試合で2得点したため、一転残留することになった。その後はビル・ニコルソンらと共にトッテナムの若い選手がプレーするノースフリート・ユナイテッドFCというチームでプレーした。
第二次世界大戦後、トッテナムのトップチームに定着。1949-50シーズンの2部リーグ優勝、その翌1950-51シーズンの初の1部リーグ優勝にキャプテンとして貢献。アーサー・ロウ監督の「プッシュ・アンド・ラン」チームの主力の1人だった。
1946年から1954年にはウェールズ代表に選ばれ、32キャップを記録した。ウェールズ代表でもキャプテンを務めた。
1954年からはスウォンジー・タウンFCに加入。1955年からは選手兼任監督を務め、1956年に選手としては引退した。
1959年からはワトフォードFCの監督を務め、チームを史上初の2部昇格に導いた。1963年にチームの低迷により解任された。
1964年から翌年までフラムFCでコーチを務めたのち、1965年に1試合だけウェールズ代表の暫定監督を務めた。その後、ノンリーグの監督の職に就いたのち、ルートン・タウンFCのスカウトを務めた。

## タイトル
トッテナム
- リーグ:1950-51
- チャリティ・シールド:1951